# Перијеци
Перијеци су били становници античке Спарте који су уживали слободу, али нису поседовали грађанска права. По положају су се налазили изнад хелота, а испод спартијата. 

## Историја
Грчки историчар Ефор наводи да су у почетку перијеци били једнаки спартијатима. Краљ Агис их је учинио дажбинским обвезницима Спарте и лишио их политичких права. Он наводи да у перијеке нису претворени некадашњи Ахајци који нису били равноправни са спартијатима већ су то били странци који су населили ахајска подручја након њиховог протеривања. Према наводима Ефора може се закључити да перијеке нису одмах били грађани Спарте већ су њихове заједнице у почетку биле савезнице Спарте. Каснији грчки историчари казују да је у Спарти било око 100 перијечких насеља. Насељавали су области дуж морске обале, падина Парнона и области Скиритис. Земљиште им је било строго одвојено од спартијатских клерова на којима су радили хелоти. Нису смели ступати у брак са спартијатима. Перијеци су били обавезни да служе спартанску војску као хоплити и поморци. 